# Feelin' All Right
Feelin' All Right (alcune volte il titolo riportato, erroneamente, è Feelin' Alright) è un album dei New Riders of the Purple Sage, pubblicato dalla A&M Records nel 1980 (in alcune fonti la data di pubblicazione è indicata come 1981, sull'etichetta del vinile è stampato il 1980). Il disco fu registrato al Records Plant di Sausalito, California (Stati Uniti).

## Tracce
Lato A
1. Night for Making Love – 3:12 (John Dawson, David Nelson, Allen Kemp)
2. No Other Love – 3:02 (John Dawson, Allen Kemp)
3. The Way She Dances – 2:49 (John Dawson, Allen Kemp)
4. Tell Me – 3:26 (Allen Kemp)
5. Fly Right – 3:09 (Allen Kemp)

Lato B
1. Crazy Little Girl – 3:20 (John Dawson, Allen Kemp)
2. Full Moon at Midnite – 2:52 (John Dawson, Allen Kemp)
3. Pakalolo Man – 2:42 (J.D. Miller)
4. Day Dreamin' Girl – 2:56 (M. O'Gara)
5. Saralyn – 2:50 (John Dawson)

## Musicisti
- John Dawson - chitarra, voce
- David Nelson - chitarre, voce
- Allen Kemp - chitarre, voce
- Buddy Cage - chitarra pedal steel
- Patrick Shanahan - batteria
- Spencer Dryden - direttore musicale

Ospiti
- Michael White - basso
- André Lewis - sintetizzatori (tutti)[5]